# SB (motocicleta)
SB (o S.B.) fou una marca valenciana de motocicletes, fabricades entre 1948 i 1963 a València.

## Història
S.B. era un taller mecànic que, un cop acabada la guerra civil espanyola, es dedicà a fabricar gasògens i més tard motors auxiliars per a velomotors. El primer motor d'aquesta mena que produïren, comercialitzat amb la marca David, era un de 72 cc i transmissió per corró a la roda posterior, que calia muntar a l'interior del triangle del quadre de la bicicleta.
El 1951 la marca David de motors es canvià a A.S. i després a ASB. Les motocicletes, en canvi, es produïren amb marca S.B. La primera versió duia motors de 72 i 82 cc, en versions dama i caballero, que el 1953 s'actualitzà amb cilindrades de 76, 86 i 97 cc. El 1957 la gamma es reduí a només dues cilindrades: 74 i 98 cc.